# Ernst Berger (Mediziner)
Ernst Berger (* 13. Dezember 1946 in Wien) ist ein österreichischer Psychiater, Neurologe und Kinderneuropsychiater.

## Leben
Berger habilitierte sich 1982; seit 1999 ist er titularischer außerordentlicher Universitäts-Professor. Nach mehr als einem Jahrzehnt an der Universitätsklinik in Wien übernahm Ernst Berger 1990 die Stelle des Primarius am Neurologischen Zentrum Rosenhügel.
Von 1986 bis 2010 war Ernst Berger Konsulent des Psychosozialen Dienstes der Stadt Wien, zuständig für den Bereich der Jugend- und Behindertenpsychiatrie. Von 2001 bis 2006 war er Projektleiter der Stadt Wien für die kinder- und jugendpsychiatrische Versorgung. 2002 war Berger einer der Initiatoren des Volksbegehrens „Sozialstaat Österreich“. 2006 leitete er das psychosoziale Team, das sich um die 1998 entführte Natascha Kampusch kümmerte. Diesem Team gehörte auch Max Friedrich an, mit dem Ernst Berger seit den späten 1970er Jahren eng zusammengearbeitet hat.
Bergers Arbeits- und Forschungsgebiete umfassen die Bereiche Sozialmedizin, Sozialpsychiatrie (Kindes- und Jugendalter), Entwicklungsneurologie, Neurorehabilitation bei Kindern und Jugendlichen sowie Behindertenpädagogik und -psychiatrie.
Seine Lehrtätigkeit übt Ernst Berger an der Medizinischen Universität Wien (Kinder- und Jugendpsychiatrie) sowie der Donau-Universität Krems aus.
2012 wurde Ernst Berger von der Volksanwaltschaft zum Leiter einer der Kommissionen für Menschenrechte (Kommission 4 – zuständig für die Wiener Bezirke 3 bis 19 sowie 23) bestellt. Im Februar 2021 wurde er zu einem von fünf Mitgliedern der Kindeswohlkommission, die von Ex-Höchstrichterin Irmgard Griss geleitete wird, bestellt.
Seit dem Jahr 2015 ist Ernst Berger im Beirat von Instahelp, einem Startup für psychologische Online-Beratung.
Ernst Berger hat über 150 wissenschaftliche Arbeiten publiziert und im Jahr 2008 einen jährlich mit 1000 Euro dotierten Förderpreis für Sozialpsychiatrische Forschung ausgelobt. Im Jahr 2018 hat Ernst Berger, gemeinsam mit seinem Sohn René Berger, den Ferdinand Berger Preis gestiftet, der jedes Jahr vom Dokumentationsarchiv des österreichischen Widerstandes vergeben wird.

## Auszeichnungen
- 2002: Goldenes Ehrenzeichen für Verdienste um das Land Wien
- 2011: Professor-Dr.-Julius-Tandler-Medaille der Stadt Wien in Gold

## Veröffentlichungen

### Monografien
- Entwicklungsneurologische Untersuchung in den ersten drei Lebensjahren: Ein empirischer Beitrag zur Theorie der Funktionsentwicklung des Gehirns. Thieme, Stuttgart 1982.
- mit Max H. Friedrich, Bibiana Schuch: Verhaltensbeurteilung bei Kindern und Jugendlichen: Allgemeine und spezielle Psychopathologie. Thieme, Stuttgart 1985.
- Schulprobleme: Ursachen und Vorschläge zur Bewältigung Ratgeber für Eltern, Lehrer und Schüler. Trias, Stuttgart 1989.
- Neuropsychologische Grundlagen kindlicher Entwicklung. Böhlau, Wien/Köln/Weimar 2010.

### Herausgeberschaften
- Teilleistungsschwächen bei Kindern. Huber, Bern 1977.
- Minimale cerebrale Dysfunktion bei Kindern: Kritischer Literaturüberblick. Huber, Bern 1977.
- Systemanalyse des Gesundheitswesens in Österreich. Eine Studie über Entstehung und Bewältigung von Krankheit im entwickelten Kapitalismus, durchgeführt im Auftrag des Bundeskanzleramtes am Institut für Höhere Studien und Wissenschaftliche Forschung. Zwei Bände. 2. Auflage. Wien: Montan-Verlag. 1978. 3-900089-71-X.
- Verfolgte Kindheit: Kinder und Jugendliche als Opfer der NS-Sozialverwaltung. Böhlau, Wien/Köln/Weimar 2007.
- mit Georg Feuser: Erkennen und Handeln: Momente einer kulturhistorischen (Behinderten-)Pädagogik und Therapie. Für Wolfgang Jantzen zum 60. Geburtstag. Pro Business, Berlin 2002.